# Coenosia akasakensis
Coenosia akasakensis är en tvåvingeart som beskrevs av Shinonaga 2003. Coenosia akasakensis ingår i släktet Coenosia och familjen husflugor. Inga underarter finns listade i Catalogue of Life.